# Susiec (gemeente)
De gemeente Susiec is een landgemeente in het Poolse woiwodschap Lublin, in powiat Tomaszowski (Lublin).
De zetel van de gemeente is in Susiec.
Op 30 juni 2004 telde de gemeente 7927 inwoners.

## Oppervlakte gegevens
In 2002 bedroeg de totale oppervlakte van gemeente Susiec 190,52 km², waarvan:
- agrarisch gebied: 41%
- bossen: 54%

De gemeente beslaat 12,81% van de totale oppervlakte van de powiat.

## Demografie
Stand op 30 juni 2004:
| Omschrijving                   | Totaal | Totaal | Vrouwen | Vrouwen | Mannen | Mannen |
| ------------------------------ | ------ | ------ | ------- | ------- | ------ | ------ |
| eenheid                        | aantal | %      | aantal  | %       | aantal | %      |
| inwoners                       | 7927   | 100    | 3936    | 49,7    | 3991   | 50,3   |
| bevolkingsdichtheid (inw./km²) | 41,6   | 41,6   | 20,7    | 20,7    | 20,9   | 20,9   |

In 2002 bedroeg het gemiddelde inkomen per inwoner 1373,6 zł.

## Administratieve plaatsen (sołectwo)
Ciotusza Nowa, Ciotusza Stara, Grabowica, Huta Szumy, Kunki, Łasochy, Łosiniec (sołectwa: Łosiniec I en Łosiniec II), Łuszczacz, Majdan Sopocki Drugi, Majdan Sopocki Pierwszy, Maziły, Nowiny, Oseredek, Paary, Róża, Rybnica, Susiec (sołectwa: Susiec I en Susiec II), Wólka Łosiniecka, Zawadki.

## Overige plaatsen
Dmitroce, Hałasy, Józefówek, Kniazie, Kocudza, Kolonia, Kolonia Pasieki, Kolonia Podrusów, Kolonia Popówka, Koszele, Łozowica, Małki, Niwka-Gajówka, Nowinki, Od Majdanu, Osada Kusiakowska, Osada Młyńska, Podrusów, Podsusiec, Rebizanty, Sikliwce, Skwarki, Smereczyna, Suchy Koniec, Świdy, Wólka Mała, Wólka Wielka, Za Wygonem, Zagóra, Zagrodniki, Załoma, Zuby.

## Aangrenzende gemeenten
Józefów, Krasnobród, Łukowa, Narol, Obsza, Tomaszów Lubelski